# Otto Forst de Battaglia
Otto Forst de Battaglia, född 21 september 1889 i Wien, död där 2 maj 1965, var en österrikisk författare och diplomat.
Otto Forst de Battaglia som var född och länge bosatt i Wien ägnade sig framför allt åt genealogiskt och litteraturhistoriskt författarskap, bland annat Vom Herrenstande (2 band, 1915–1916), Die französische Literatur der Gegenwart (1925, 2:a upplagan 1928), Stanislaw August Poniatowski und der Ausgang des alten Polenstaates (1927), Karl May (1930), Der Kampf mit dem Drachen (1931), en kritik av vissa förfallstecken inom tysk kultur, Das Geheimnis des Blutes (1932), Johann Nestroy (1932), Die katholische Leistung in der Weltliteratur (1934), Clemens Brentano (1945) och Jan Sobieski (1946). Forst de Battaglia inträdde 1940 i polsk diplomatisk tjänst med uppdrag i Bryssel och Lugano, och var från 1946 delegerad för de polsk-schweiziska kulturförbindelserna.